# Allerheiligenkirche (Kupprichhausen)

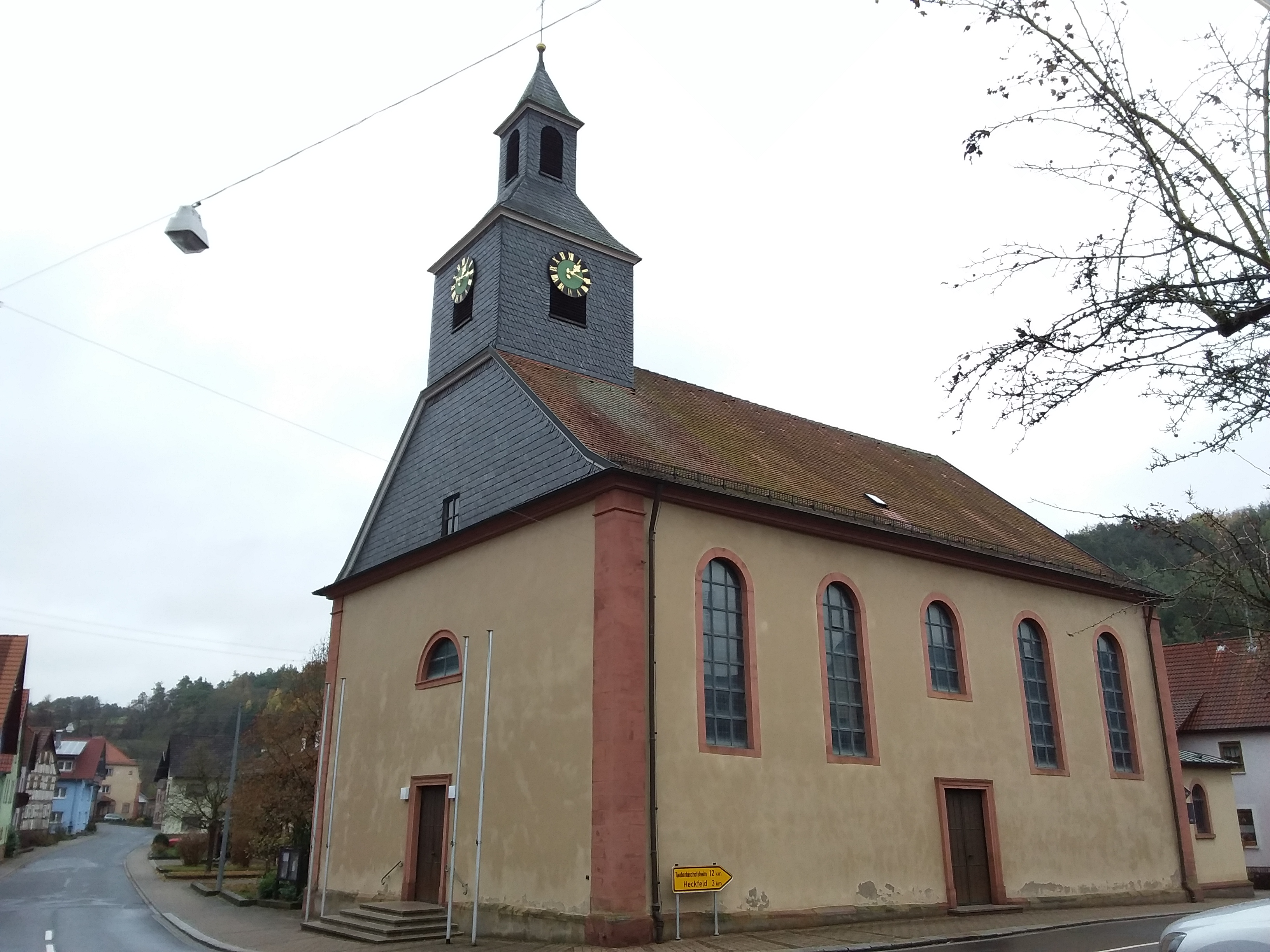
Die Allerheiligenkirche in Kupprichhausen (2016)

Die römisch-katholische Allerheiligenkirche in Kupprichhausen, einem Stadtteil von Boxberg im Main-Tauber-Kreis, wurde im 19. Jahrhundert errichtet.

## Geschichte
Im Jahre 1440 wurde in Kupprichhausen erstmals eine Marienkapelle urkundlich erwähnt. Die Kupprichhäuser Pfarrkirche Allerheiligen wurde im Jahre 1822 errichtet. 1984 wurde die Kirche umfassend erneuert. Die Kupprichhäuser Allerheiligenkirche gehört heute zur Seelsorgeeinheit Boxberg-Ahorn, die dem Dekanat Tauberbischofsheim des Erzbistums Freiburg zugeordnet ist.

## Architektur und Ausstattung

### Kirchenbau und Ausstattung
Die Kirche wurde 1822 als Saalbau mit Dachreiter errichtet. Eine Kanzel sowie ein Orgelprospekt wurden um 1900 ergänzt. 1984 wurde die Kanzel wieder abgebaut bzw. teilweise in die Empore eingebaut. Die neugotischen Altäre stammen aus der Alte Kilianskirche in Assamstadt.

### Nepomuk-Statue
Links neben der Allerheiligenkirche steht eine Statue des Brückenheiligen Johannes Nepomuk.

### Glocken
Die Kirche besitzt ein dreistimmiges Glockengeläut. Die Glocken 1 und 2 wurden 1950 in der Glockengießerei der Gebrüder Rincker in Sinn gegossen. Die Glocke 3 ist eine kleine, historische Glocke aus dem Jahre 1730 und wurde von dem Glockengießer Ioh. Leonh. Lösch gegossen. In der Melodie erklingt das Te-Deum-Motiv. Alle drei Glocken hängen in einem Holzglockenstuhl, der sich im hölzernen Glockenturm befindet. Dieser Turm ist auf allen vier Seiten mit Uhrziffern verziert. In den Uhrenschlag integriert sind die erste Glocke mit dem Viertelstundenschlag und die zweite Glocke mit dem Stundenschlag.
| Glocke | Gießer                       | Gussjahr | Material | Durchmesser | Nominal  |
| ------ | ---------------------------- | -------- | -------- | ----------- | -------- |
| 1      | Gebr. Rincker, Sinn (Hessen) | 1950     | Bronze   |             | gis′ +8  |
| 2      | Gebr. Rincker, Sinn (Hessen) | 1950     | Bronze   |             | 00h′ +7  |
| 3      | Johann Leonhard Lösch        | 1730     | Bronze   | 720 mm      | cis″ + 8 |

### Uhrwerk
Unterhalb der Glockenstube befindet sich auf der Etage ein großes mechanisches Uhrwerk der Firma Schneider aus Schonbach. Dieses Uhrwerk ist nicht mehr in Betrieb, aber immer noch in einem sehr guten Zustand, sodass das Uhrwerk jederzeit wieder in Betrieb gesetzt werden kann.

Ansichten der Allerheiligenkirche in Kupprichhausen
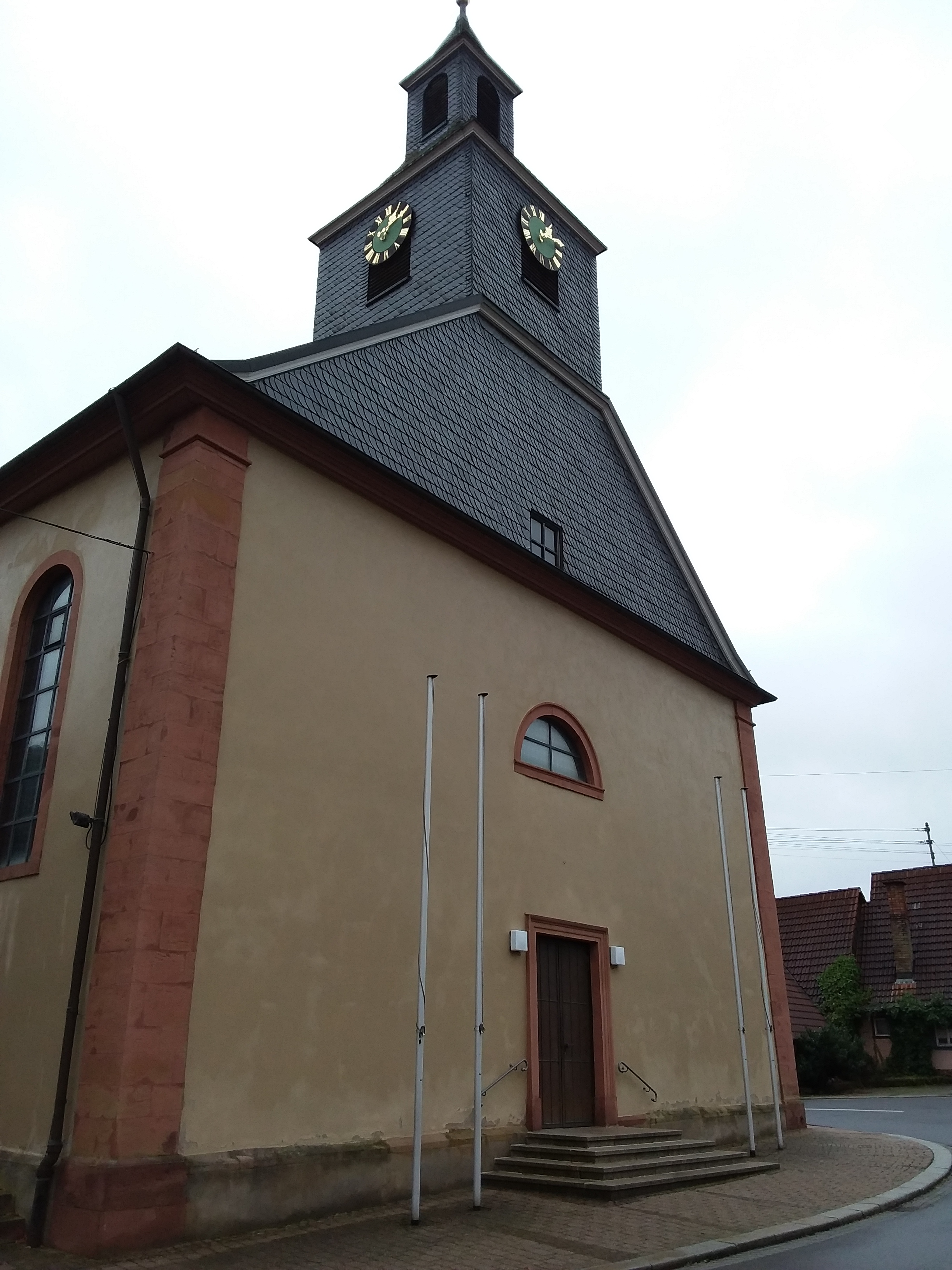
Vorderansicht
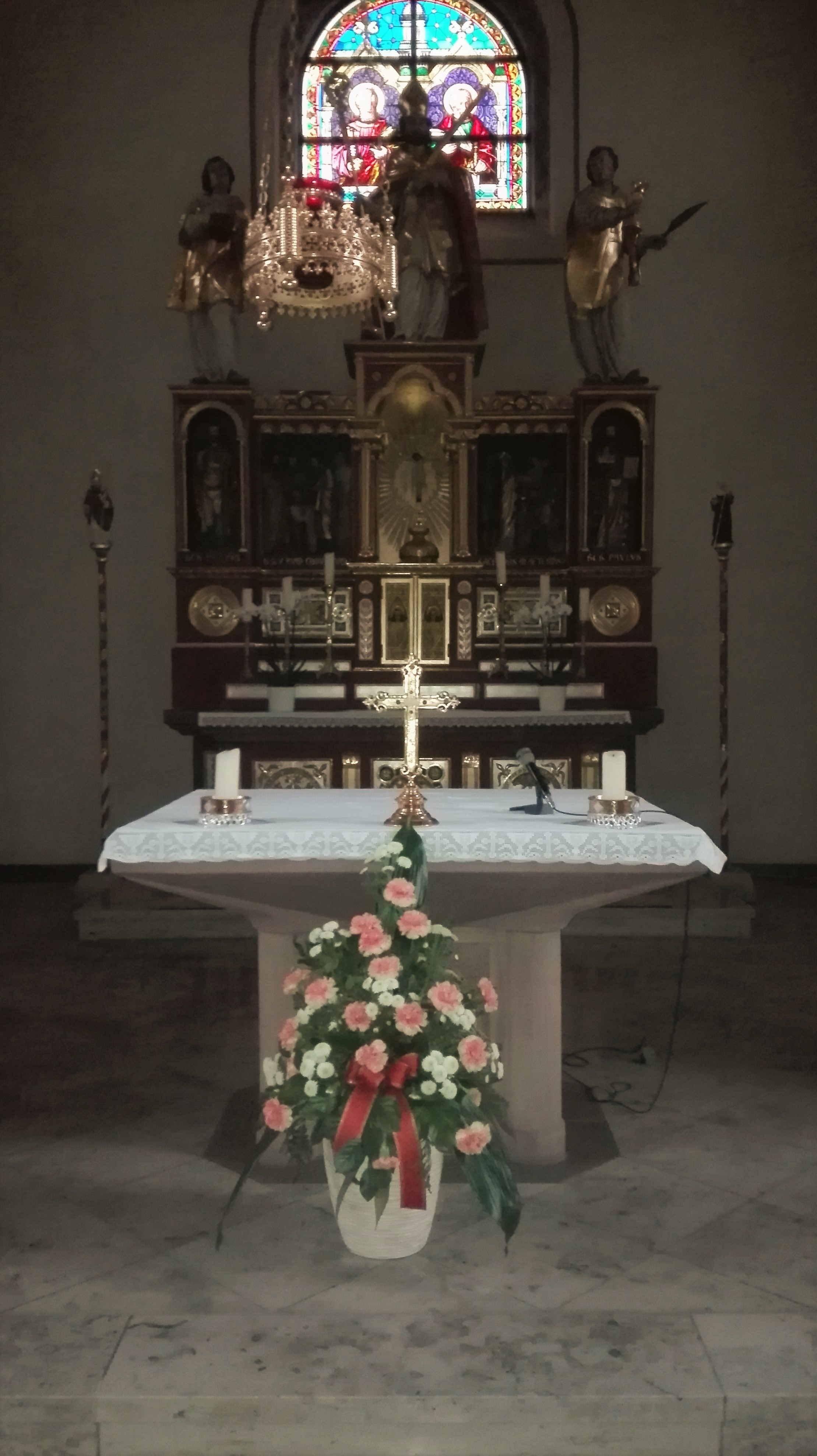
Altar
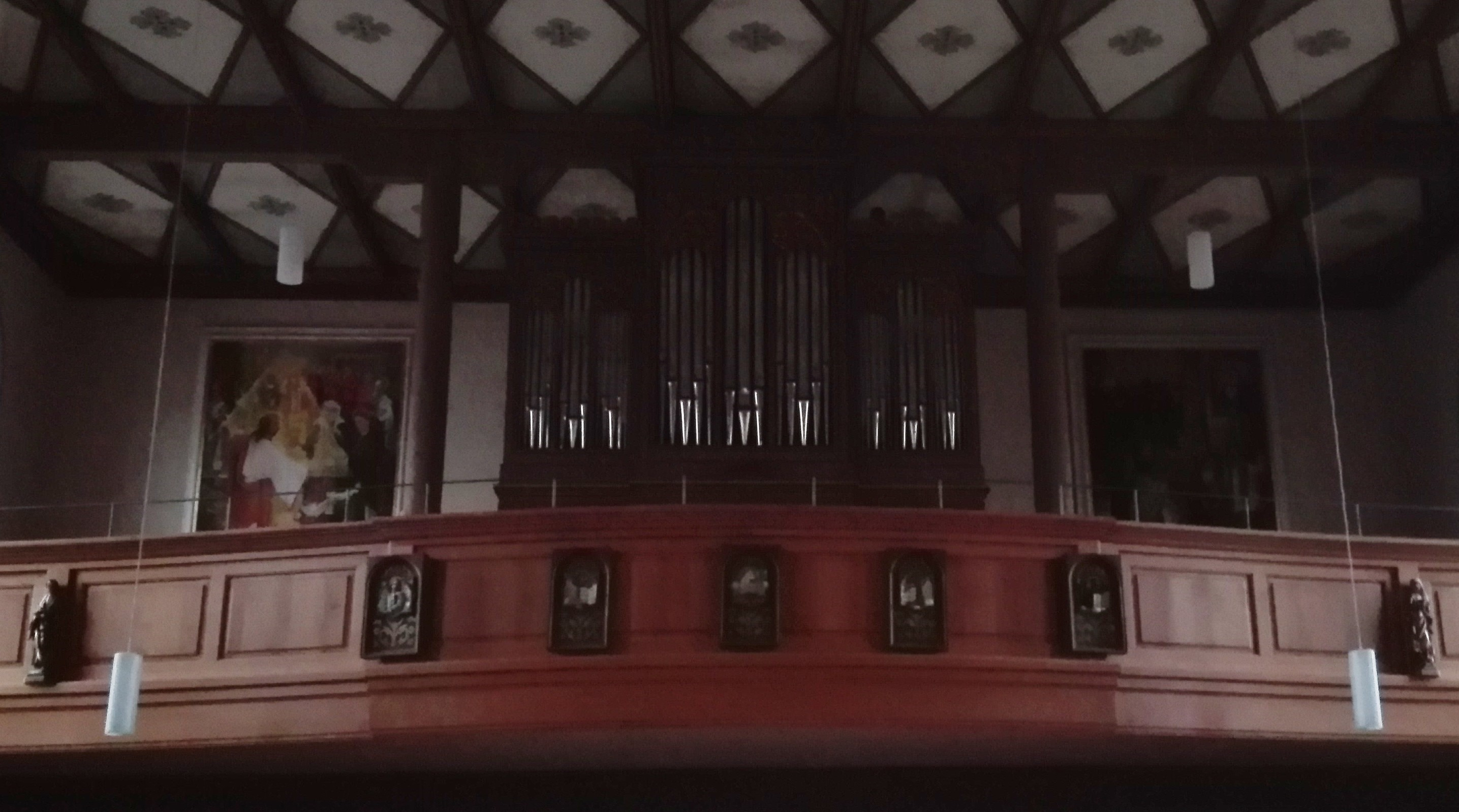
Empore und Orgel
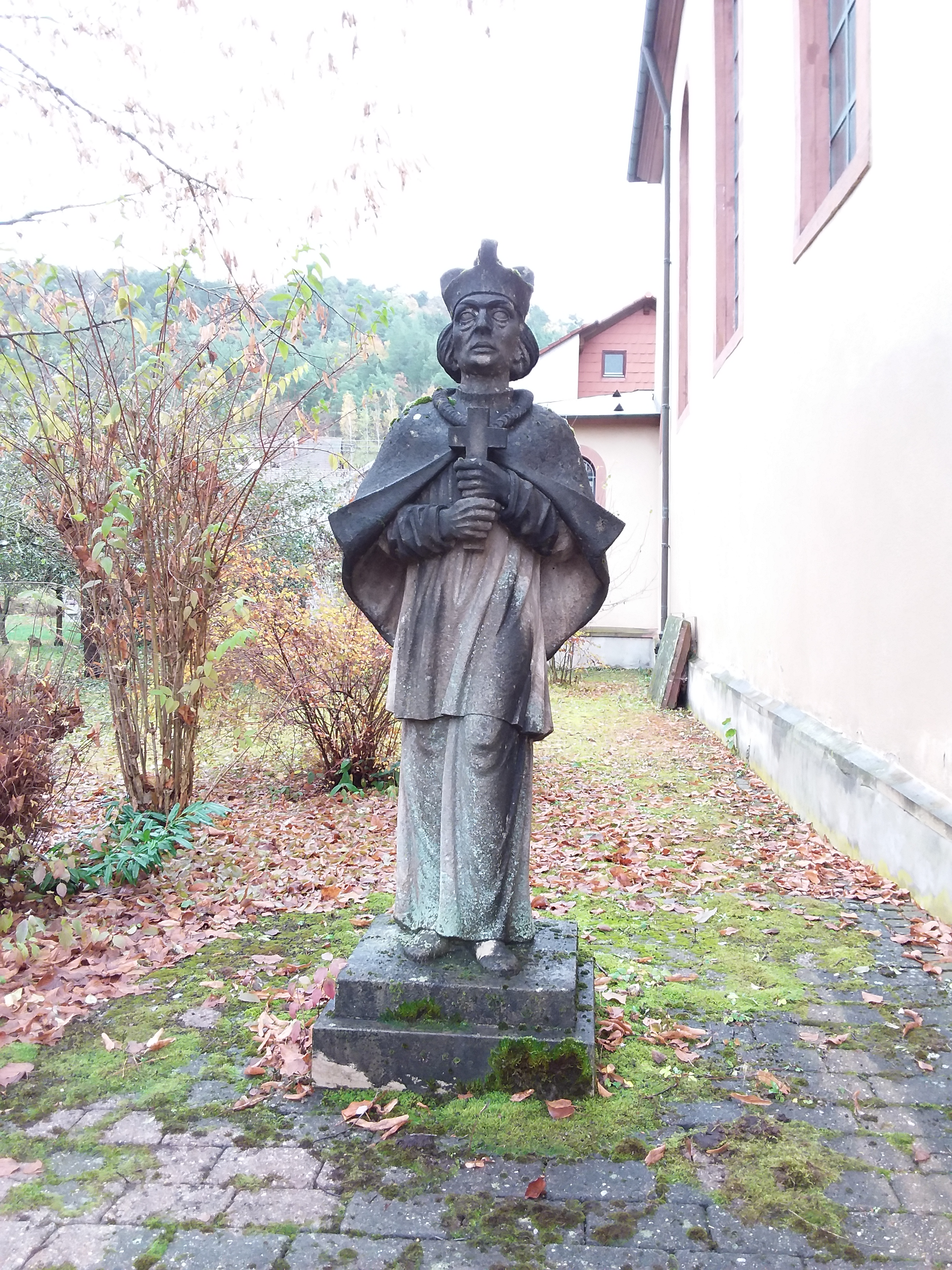
Nepomukstatue seitlich der Kirche